# LSG Sky Chefs
 (mars 2018).

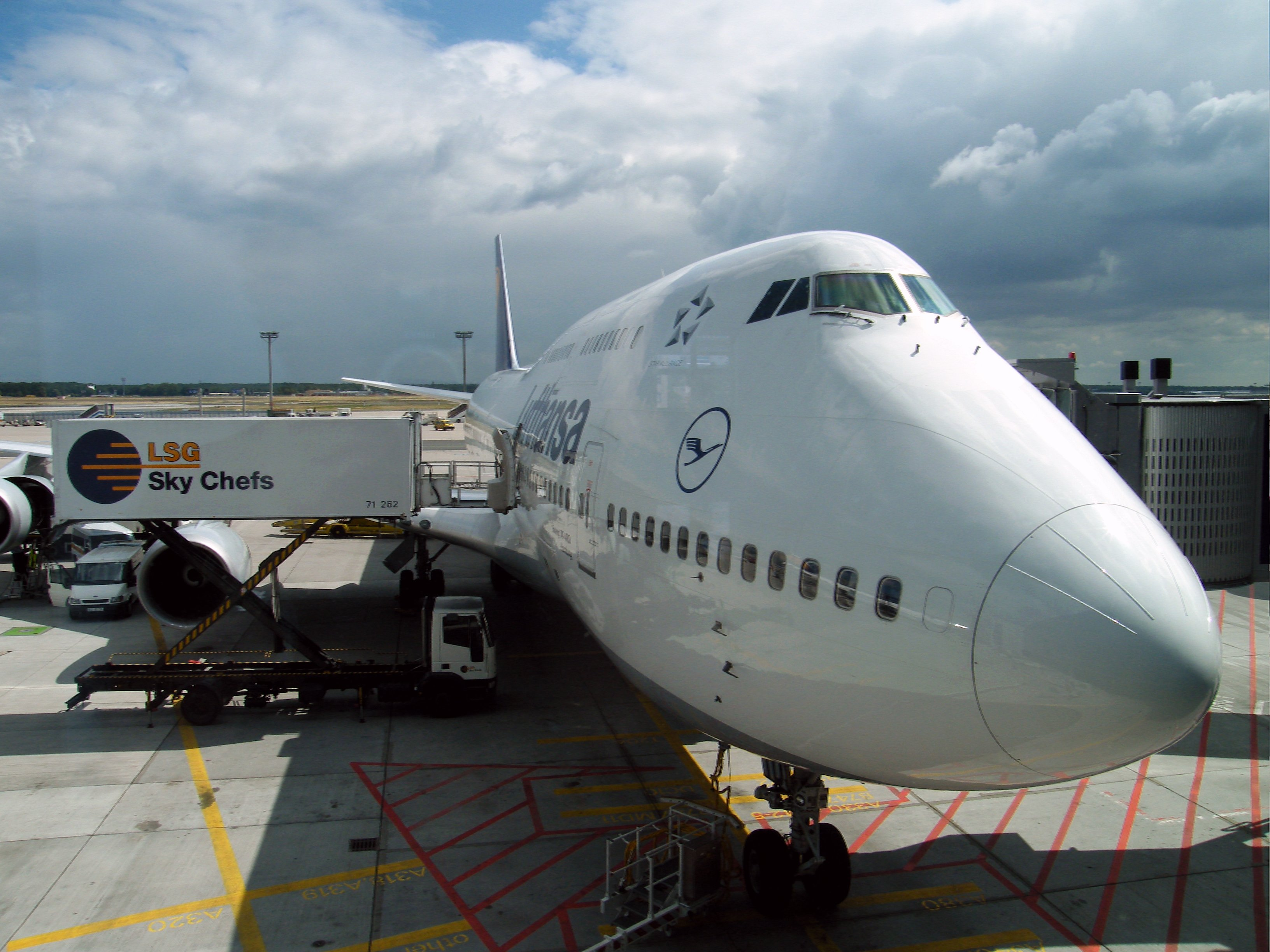
LSG Sky Chefs ravitaille un Boeing 747 de Lufthansa.

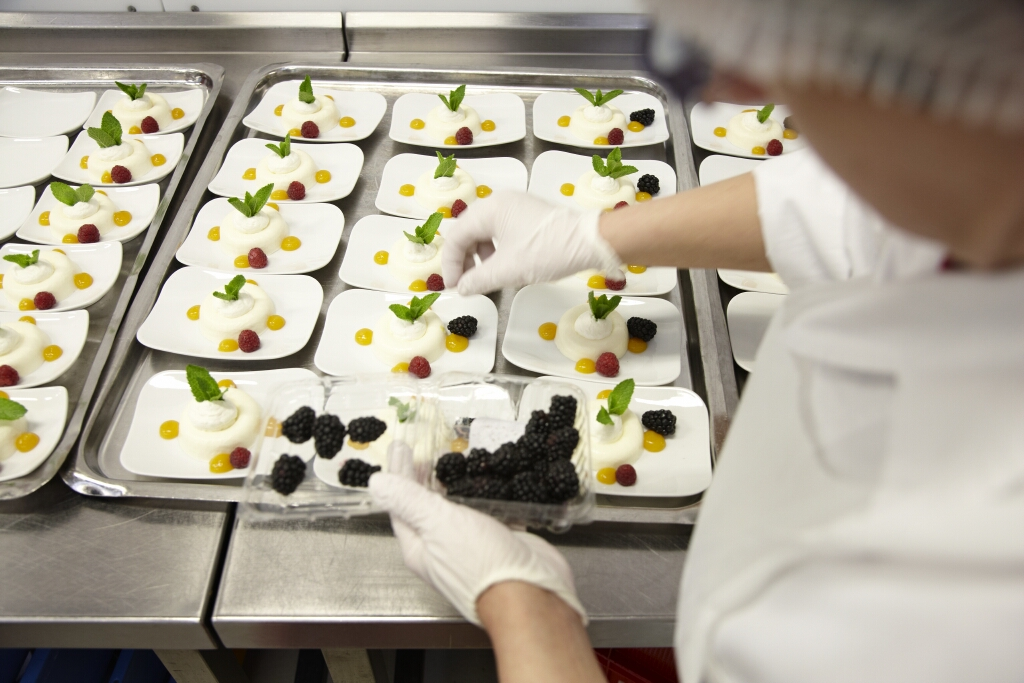
LSG Sky Chefs prépare plus d'un million de repas par jour.

LSG Sky Chefs est une entreprise de traiteur aérien propriété à 100 % de la Deutsche Lufthansa AG.

## Historique
En 1942, la compagnie aérienne américaine American Airlines a créé Sky Chef, un service de restauration aérienne basée aux États-Unis.
En 1966, la compagnie aérienne allemande Lufthansa a créé la société LSG (Lufthansa Service Gesellschaft)
En 1993, les deux groupes s’allient sous un même nom LSG Sky Chefs afin de promouvoir leurs services. Cependant les deux entités mères restent légalement distinctes et chacune a son siège social. LSG Sky Chefs devient alors le leader mondial du catering aérien avec des unités en Amérique du Nord, en Europe, en Afrique et en Asie.
En 1995, LSG Sky Chefs rachète Caterair International, la société américaine de catering aérien, et devient le leader mondial de l’avitaillement aérien.
En 2001, LSG fait l’acquisition des actions restantes de Sky Chefs. Les deux organismes vont officiellement devenir une seule et même compagnie et ainsi devenir le leader mondial dans la restauration aérienne.
En 2011, LSG Sky Chefs se réimplante en France dans le domaine aérien et ferroviaire. LSG Sky Chefs fonde LSG France, sa filiale spécialisée dans le service à bord des trains de Thello, filiale commune de Trenitalia et Veolia Transdev. LSG France va assurer à bord l'ensemble du service, du contrôle au nettoyage, en passant par l'accueil, la sécurité et la restauration.